# 早雨海世
早雨海纪指從距今約38億5千萬年到38億年前，長達5千萬年的一段時間。紧随它之后的是晚雨海世。

该时期的上下界限标志是以二座最年輕的大型月球撞击盆地的出现而确定：雨海盆地的形成为开始端（38.7-37.5亿年前，最新数据为39.38亿年± 0.04亿年前），东方海盆地形成为结束（3.8-3.72亿年前）。根据这二座盆地所包含的早雨海纪撞击喷发物，该时期开始于创建第一座盆地的撞击，结束于第二座盆地的溅射物堆积的时候。其他占据月球正面大部分地区的大型盆地（如危海、静海、澄海、丰富海及风暴洋等）也都形成于该时期。这些盆地绝大部分都在随后的晚雨海纪期被熔岩覆盖。早雨海纪前面是酒海纪。1987年美国地质学家唐纳德·威尔森（Donald Wilhelmsen）提出将雨海纪阶段划分为早雨海世和晚雨海世时代。

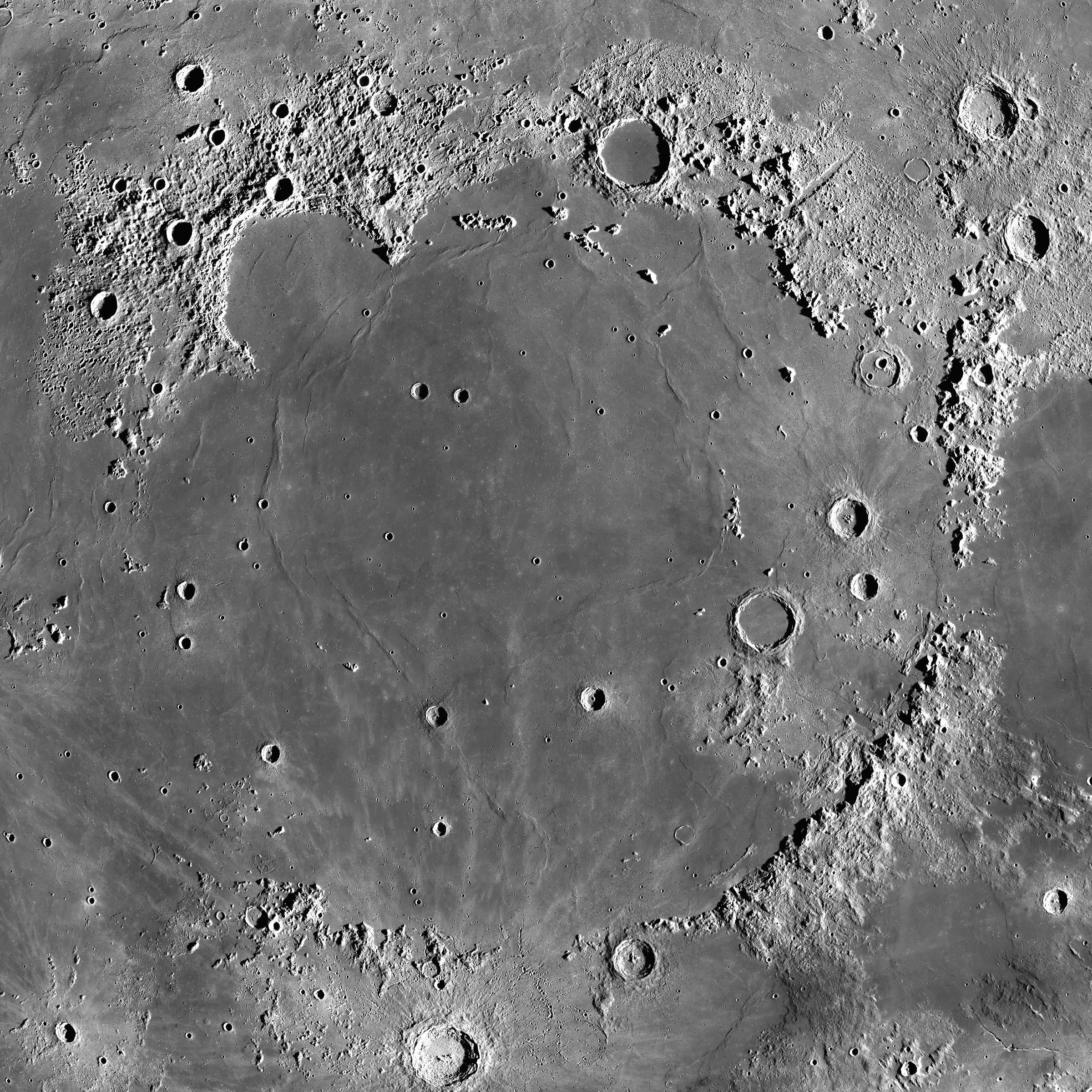
雨海盆地形成于早雨海纪（但雨海自身形成更晚）

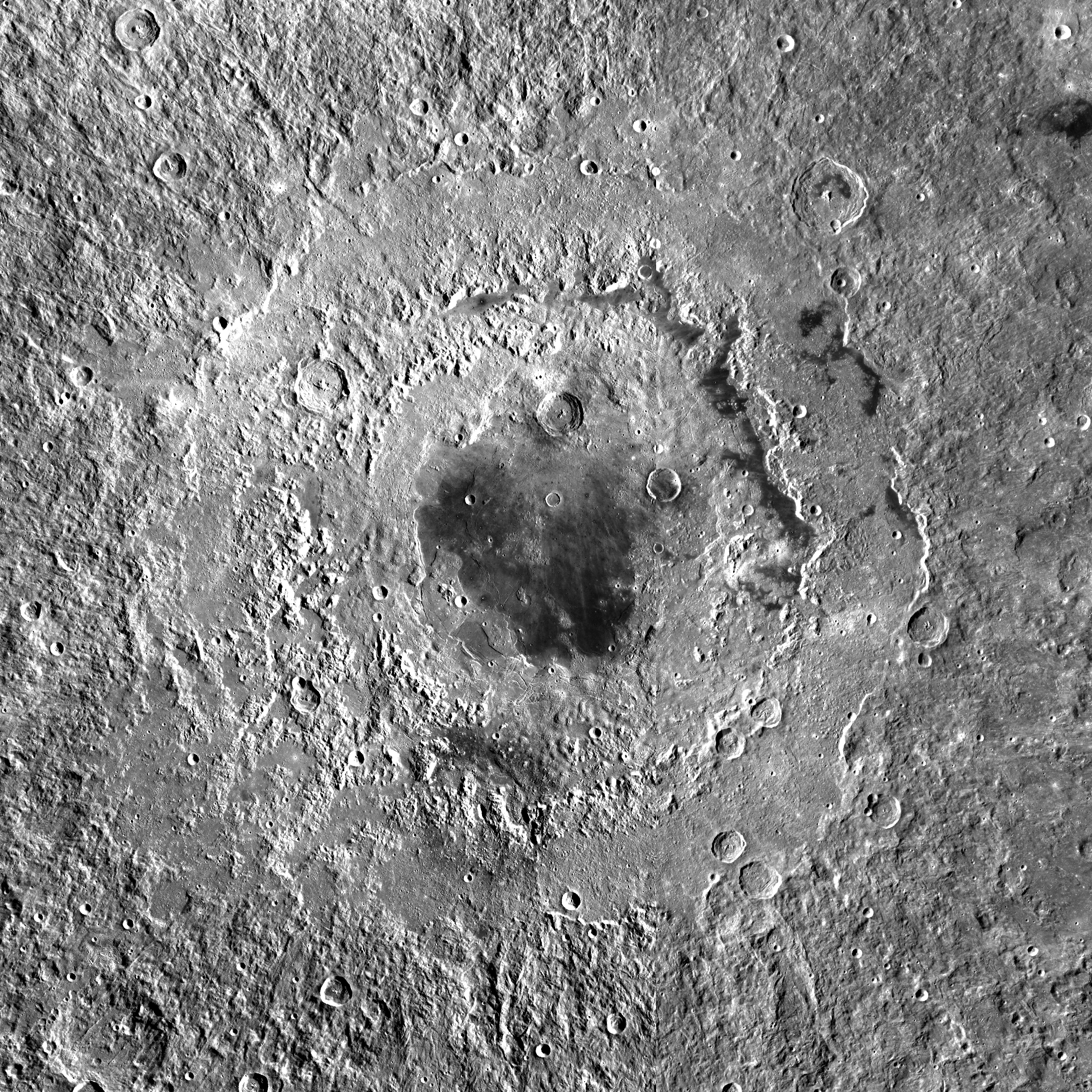
东方海盆地中堆积的溅射物标志着早雨海期的结束

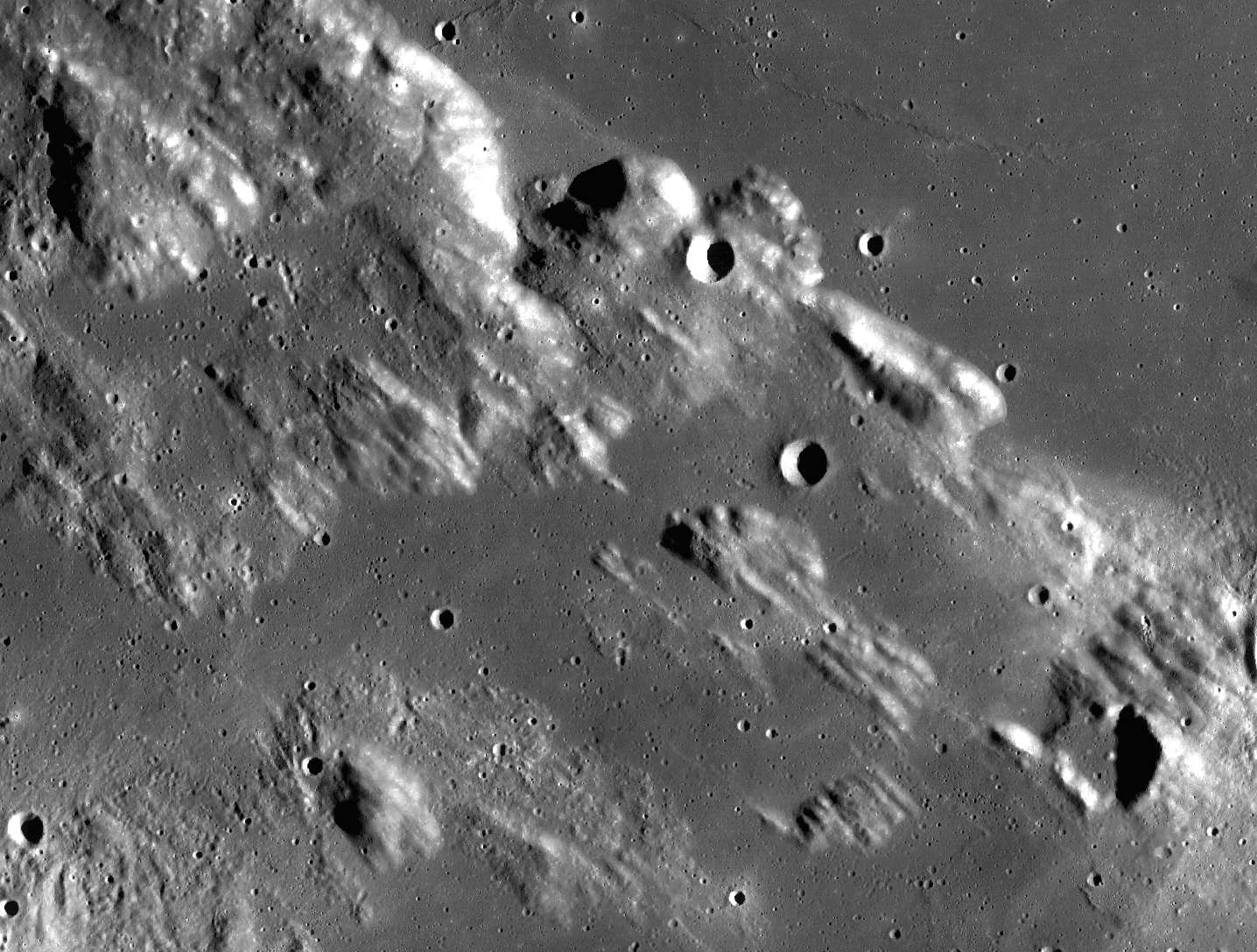
图中显示形成于雨海盆地溅射物（“雨海刻纹”）的典型山脉-海玛斯山脉，宽170公里；盆地边缘位于左上，距离300公里。

## 早雨海纪对象的确定
早雨海纪时代并没有持续多久，它形成的陨石坑很难与酒海纪和晚雨海世相区别。
陨石坑中标志该时期开始和结束的覆盖层和溅射物-雨海盆地和东方海盆地的溅射物显示了它们的可靠年龄。如果陨石坑的地表形成于盆地第一次的溅射物并被第二次的溅射物覆盖，则它就属于早雨海纪时期。但并非所有的陨石坑都能看到至少一种溅射物覆盖层。
陨石坑的年龄也可通过后的受的撞击破坏程度来测量，如果陨石坑看上去对酒海纪来说太看年轻，且部分被相对较老的月海淹没，则它就更像是早雨海纪的；另一种确定天体表面年龄的重要方法是计算在它们存续期内所积累的撞击坑数量。早雨海纪时期直径≥1公里的撞击坑分布密度介于22000-48000个/百万公里2；直径≥20公里的撞击坑密度在18-33个/百万公里2以内。
雨海和东方海撞击盆地溅射物覆盖面积巨大，这些降落的溅射物环盆地放射状地形成了众多的山脉、链坑、凹陷和次生坑。环雨海盆地周边的这些地貌尤其巨大而清晰，它们被称为雨海刻纹；东方海盆地溅射物则形成了赫维留斯环状平原。

## 该时期形成的对象
月球的这一短暂地质期除形成了这些盆地外，还有许多突出的对象，另外，更有一些已被东方海的溅射物以及下一时代密集爆发的熔岩所遮盖。这一时期主要的地质特征有：早雨海世的二大盆地、位于月球背面的薛定谔环形山和康普顿环形山。月球正面该时代首座最大的陨石坑-勒特罗纳环形山以及阿尔扎赫尔环形山和马克罗比乌斯环形山；月球背面的基勒、罗蒙诺索夫、卡尔平斯基、多普勒、代达罗斯、马可尼等大型陨石坑。总计在这一期间大约共形成了200座直径大于30公里的陨石，产生这些陨坑的撞击频率大约每百万年3900座，相当于4倍于酒海纪以上，10倍于晚雨海世以上。
早雨海世有无月海现不得而知，也许，它们就被保存在风暴洋和云海玄武岩层下，东方海盆地的溅射物也可能隐藏了该时期的另一些月海。
也许，在月球的早雨海世期也发生过火山活动或其它类型的构造-在大陆地区形成小型穹丘和大陆岩石平原。

## 和地球地質時代的關係
由于地球上很少甚至根本没有对应月球早雨海纪时期跨度的地质证据存在，但在有关地球地质史划分的研究中，早雨海世被对应于非官方所定的冥古宙期。